# بوكي جاكوبسن
بوكي جاكوبسن (بالإنجليزية: Bucky Jacobsen)‏ هو لاعب كرة قاعدة أمريكي، ولد في 30 أغسطس 1975 في ريفرتون في الولايات المتحدة.

## وصلات خارجية
- بوكي جاكوبسن على موقع دوري كرة القاعدة الرئيسي (الإنجليزية)
- بوكي جاكوبسن على موقعبيزبول رفرنس.كوم (الدوري الرئيسي) (الإنجليزية)
- بوكي جاكوبسن على موقعبيزبول رفرنس.كوم (الدوري الثانوي) (الإنجليزية)
- بوكي جاكوبسن على موقع إي إس بي إن.كوم (أم.أل.بي) (الإنجليزية)
- بوكي جاكوبسن على موقع مشجعي الرسوم البيانية (الإنجليزية)